# Клан Флетчер
Клан Флетчер (шотл. — Clan Fletcher, гельск. — Clan Mac-An-Leister) — один з кланів гірської Шотландії (Гайленд).

## Історія клану Флетчер

### Походження клану Флетчер
Прізвище Флетчер досить широко поширено по всій Шотландії, тому що воно походить від гельського «Mac an Leister», що означає «син стрільця». Вмілі стрільці були у різних шотландських кланах, тому чимало людей пізніше отримали такі прізвища.
Наприклад, клани Стюарт, Кемпбелл в Аргайлі, МакГрегор в Пертширі мали серед своїх людей з прізвищами Флетчер (Флетчери з Гленлойн (шотл. — Glenloyn) походять з клану МакГрегор).
Сам клан Флетчер стверджує, що він походить від короля Кеннета мак Альпіна — шотландського короля ІХ століття. Тому вважають себе частиною королівського родовідного древа. Найдавніший запис в історичних хроніках, що стосується клану Флетчер стосується вождя клану Ангуса мак ан Лейстера (гельск. — Angus Mac an Leister), що народився у 1450 році в Пертширі, жив у Гленорчі, навіть після того, як клан МакГрегор був змушений залишити ці землі в 1442 році. Клан Флетчер урешті-решт втратив землю — їх землі захопив Дункан Кемпбелл під час правління короля Джеймса VI, але клан залишився в цьому районі як орендар.
Клан Флетчер був і надалі пов'язаний з кланом МакГрегор. Повідомляється, що хтось з клану Флетчер врятував життя знаменитому розбійнику Роб Рою з клану МакГрегор, коли він був оточений драгунами.

### Повстання якобітів
Клан Флетчер брав участь у першому повстанні якобітів у 1705—1715 роках під керівництвом свого ІХ вождя Арчибальда МасЛейстера. У другому повстанні якобітів у 1745 році, клан Флетчер боровся з обох сторін — як на боці повстанців, так і на боці британських військ, що дозволило клану уникнути конфіскації майна після придушення повстання.
Більшість людей з клану Флетчер були виселені з Гленорчі маркізами Кампбелл Бределбейн, багато хто з клану Флетчер емігрував до США і Канади.

### Флетчери з Солтауна
Флетчери з Солтауна та Іннерпеффера (в землях Ангус) є, нібито, нащадками сера Бернарда Флетчера Йорка, що купив маєток Солтаун в Хаддінгтоні в 1643 році. Тут же у 1653 році народився відомий шотландський патріот і політик Ендрю Флетчер. Як член шотландського парламенту він виступав за права шотландського народу і запекло боровся проти Акту Союзу в 1707 році.

### Замки і вожді клану
Замок Дунанс (шотл. — Dunans Castle) є головним замком вождів клану Флетчер. Цей замок клан втратив у 1590 році, але в 1764 році знову собі повернув, принісши з собою двері їх попереднього будинку — з замку Аллахадер (шотл. — Allachader Castle). Замок був проданий і втрачений кланом у 1997 році.
XIV вождь клану Флетчер помер в 1911 році, в Нью-Йорку, не залишаючи прямих спадкоємців. Нині клан не має свого вождя. І тому вважається в Шотландії «кланом зброєносців».